# Nobilinus albardae
Nobilinus albardae is een insect uit de familie van de gaasvliegen (Chrysopidae), die tot de orde netvleugeligen (Neuroptera) behoort. 
Nobilinus albardae is voor het eerst wetenschappelijk beschreven door McLachlan in 1875.